# ディア♥ヴォーカリスト
『ディア♥ヴォーカリスト』（略称：ディアヴォ）は、2015年10月28日よりRejetからリリースされているオリジナルシチュエーションCDシリーズ。
イラストレーターはスオウ。楽曲をR・O・Nが手がける。

## 概要
2015年8月7日18時より配信されたニコニコ生放送、「Rejet27時間TV 夏祭り2015『ワッショイ!!!』」の番組内コーナー「Rejet新作発表会 Summer Presentation 2015 "ONLY ONE"」にて発表された。キーワードはラストソング。

## ストーリー
舞台は東京。音楽プロダクション・クライマックスレコードに在籍し、ロックバンドを務める6人のヴォーカリストたち。彼らは一様にミュージシャンとしての才能に恵まれているが、同時に様々な問題を抱えていた。そんなある日、彼らは社長から事務所を賭けた一大企画「サバイバル」への参加を告げられる。次にリリースするCDが売れなければクビだと「最後通告」を下された彼らの生き残りを賭けたラストソング制作が始まる。
本作はキャラクターの二面性が特徴的である。CDにはキャラクターを恋人として支えるシチュエーショントラックが収録されており、ヴォーカリストたるカレらの素顔が描かれている。キャッチコピーは『カレはヴォーカリスト♥CD』。

## バンド

### LUMIERE（ルミエール）
RE-O-DOの才能を中心に開花したヴィジュアル系バンド。通称ルミエ。バンドロゴに2匹のネコがあしらわれており、オーディエンスの総称はミネット（仏: Minette）。都内のライブハウスを中心に活動。インディーズレーベルを経て若者からの絶大な支持を集め、近年ではアリーナツアーも敢行。2019年5月時点で、在籍する事務所の所属バンドでは、年間の最多ライブ敢行記録を保持している。リーダーはNOE。バンドカラーは   ピンク。
- Vocals: RE-O-DO（レオード）
  - 声 - 増田俊樹[11]
  - 14歳で「Platinum Vocal Audition」に応募。稀有な才能を見出され、8600人の中からグランプリを受賞する。その後、LUMIEREを結成。外国人のように美しい外見を持ち女性的な雰囲気を持つが、言動は刺々しい。一方でバンドのメンバー想いな側面があり、オーディエンスの間では「レオ様」と呼ばれる王子様的ポジション。写真の撮影が拙い[12][13]。
- Guitar: SIMBA（シンバ）
  - 声 - 八代拓[14]
- Bass: NOE（ノエ）
  - 声 - 上村祐翔[14]
- Drums: THOMAS（トーマ）
  - 声 - 武内駿輔[14]

### Die Fledermaus（フレーダーマウス）
彗星の如く現れたニュージェネレーションロックバンド。通称フレマ。オーディエンスの総称はシュヴェスター（独: Schwester）。その統率力から同事務所に在籍するバンド、NSFWのA'はフレマとオーディエンスを取り巻く体制を「フレマ帝国」と表現している。結成直後の初ライブから、圧倒的な歌唱力で観客を魅了。単独ライブでも常に入場制限がかかるほどの人気を持ち、最重要次世代バンドと名高い。アメリカのスタッフからラブコールを受け、2017年6月1日に渡米。クライマックスレコードUSA支社所属となった。バンドカラーは   青。
- Vocals: CIEL（シエル）
  - 声 - KENN[22]
  - 美形で身体をストイックに鍛えている。ヴォーカリストとしての意識やプロ意識が高く、オーディエンスに対しても厳しい意見を発信することがある。「シエ兄」や「閣下」と慕われる反面、真面目さ故の珍言の数々が話題となっている。事務所に対して熱い想いがある。「スマートに鬼畜な笑み」を浮かべることから[23]、篝火のJUDAHには「スマキチ」と呼ばれている[24]。

### NSFW (Not Safe For Work)
A'個人の音楽活動に終止符を打つ形で結成。非凡なサウンド、大胆なパフォーマンスで注目を集める。オーディエンスの総称はクレイジーガール（クレガ）。全国のバンドハウスを縦断するなど活動。A'の独創性に惹かれるオーディエンスが多く、ティーンエイジャーの中で加速度的に知名度を伸ばしている。過去には「NEXT HIT ARTIST 2015」に選出。バンドカラーは   緑。NSFWが名称であるが、ボーカルのA'のサインではNFSWと表記される。
- Vocals: A'（エーダッシュ）
  - 声 - 木村良平[30]
  - ヴォーカリスト内最年少で、唯一の未成年。野生的な雰囲気、濃いメイクでラウドミュージックやデジタル・ミクスチャー系の音楽を得意とする。NSFWではすべての歌詞と曲の制作を担当している。オーディエンスからは「エーたん」「エーくん」と呼ばれることが多い。行動や発言が大胆な事で知られ、度々トラブルや異性との問題を起こしている。
- Guitar: 6（シックス）
  - 声 - 立花慎之介[31]
- Drums/DJ: Nightmare（ナイトメア）
  - 声 - 田丸篤志[31]
  - 愛称はナイティ[32]。

### 篝火（カガリビ）
絶大な支持を集める2ピースバンド。異彩を放つ音楽で、瞬く間にインディーズシーンを席巻した。いずれの楽曲も、ボーカルのJUDAHが徹底して独自のクリエイティブを追求している。オーディエンスの総称はwarms。人気絶頂だった時期に楽曲の方向性の違いとして一時期、活動の「無期限停止」を行っていた。バンドカラーは   オレンジ。
- Vocals: JUDAH（ジュダ）
  - 声 - 斉藤壮馬[35]
  - 打ち込み系中心の音楽を得意としており、様々なバンドのプロデュースも手伝っている。モデルとしても活躍するほか、自身のブランドを手掛けている。麦ジュースに目がない[36][37]。オーディエンスの間では「先生」「大先生」と呼ばれることが多い。
- Guitar: SIMON（シモン）
  - 声 - 石川界人[38]
  - JUDAHからは「クソギター」と呼ばれている[39]。

### Veronica（ヴェロニカ）
オーディエンスの総称はヴェロニカ・チアーズ（英: Veronica･cheers）。MOMOCHIが10代の頃に、「NEO GROOVE FESTIVAL」のトリを務めたことから大ブレイク。当時の2ndシングルがヒットチャート入りするが、その後方向性の違いにより旧Veronicaを解散。3年後に新生Veronicaとして再結成した。バンドカラーは   紫。
- Vocals: MOMOCHI（モモチ）
  - 声 - 豊永利行[44]
  - 楽器が得意で多彩な才能を持っている。反面飽きっぽくすぐ方向性を変えてしまうが、社長からは「百年にひとりの逸材」と評されている。垣間見える気性の荒さに周囲からは「モモ様」と呼ばれることがあるが、オーディエンスからは「モモくん」と呼ばれることが多い。忍者の末裔「百地」の子孫。重度の喫煙者で[45]、投稿する写真に度々、たばこの吸い殻やパッケージが写り込んでいる[46][47]。一時期、電子たばこを吸っていたが直ぐに挫折[48]。
- Guitar: OHGI（オーギ）
  - 声 - 古川慎[49]
- Bass: AMA（アマ）
  - 声 - 河西健吾[49]
- Drums: YAMATO（ヤマト）
  - 声 - 土岐隼一[49]
- Keyboards: SHIZURU（シズル）
  - 声 - 山谷祥生[49]

### JET RAT FURY（ジェット・ラット・フューリー）
一切の情報を非公開としたシークレットバンドとして活動を開始。通称JET。オーディエンスの総称はLOVELY RAT（RATちゃん）。着実に人気を伸ばしているロックシーンのホープ。過去にアジアでのライブツアー「Bite the cat」を敢行、多数の有名バンドとも共演しておりライブオファーが絶えない。2017年には「ALL JAPAN WINTER ROCK FES」に出演。リーダーはJIN。バンドカラーは   赤。
- Vocals: (2)YOU（ユゥ）
  - 声 - 花江夏樹[54]
  - 天才ギタリストと呼ばれる父親と才能あるアイドルの母親の間に生まれた二世タレントで元アイドル。父親はクライマックスレコード社長の親友。(2)YOUでツーユゥと読むが、「ユゥ」と呼ばれることが多い。赤いクラシックカーを大切にしている[55][56]。日本が大好き。ギターを弾くことができ[57]、3rdシングル『day after day[58][59][60]』や1stベスト『MorningGlory[61]』では一部ギターを担当している。
- Guitar: JIN（ジン）
  - 声 - 寺島惇太[62]
  - JET RAT FURYのリーダー[52]。喫煙者で酒豪[63][64]。
- Bass: KAITO（カイト）
  - 声 - 小林裕介[62]
- Drums: KOH4（コーシ）
  - 声 - 榎木淳弥[62]

### Brave Child（ブレチャ）
オーディエンスの総称はdevils。音楽配信サイトや動画サイトでのダウンロード数が非常に多く、世界中の若い女性からの圧倒的な支持を得ている。クライマックスレコードUSA支社に所属していたが、JOSHUAのサバイバル参戦に伴い本社所属となった。2019年8月21日、サポートメンバーのSOTA、MATSU、YUKIを正式メンバーに迎え、4人体制の新生ブレチャとして再始動。バンドカラーは   黄。
- Vocals: JOSHUA（ヨシュア）
  - 声 - 島﨑信長[70]
  - 過去に一度メジャーデビューをしたバンドは直ぐに解散。LAに身を移しフリーで活動していた最中、趣味で動画サイトに載せた楽曲に火がつきクライマックスレコードに入所。2017年2月に日本へ帰国した[71]。次世代ミュージックの申し子。「ヨシュ」と呼ばれることが多い。語学が堪能で、日本語の他にさまざまな言語が話せる[注 1]。幼少期はピアノ教室に通っていて[81]、楽曲制作にもピアノを使用することが多い[82]。
- Guitar: SOTA（ソータ）
  - 声 - 永塚拓馬[83]
  - 2019年8月21日より正式加入[67]。愛称はソーちゃん[84]。
- Bass: MATSU（マツ）
  - 声 - 小林千晃[83]
  - 2019年8月21日より正式加入[67]。愛称はマッツ[85]。
- Drums: YUKI（ユキ）
  - 声 - 柿原徹也[83]
  - 2019年8月21日より正式加入[67]。寒がり[86]。

## クライマックスレコード
クライマックスレコード株式会社（英: Climax Records inc.）は、日本、東京都渋谷区に本社を置く日本の音楽プロダクション。
- パンダ社長
  - 声 - 山口勝平[90]
  - クライマックスレコードの代表取締役CEO[87]。MB（ムチャブリ）でヴォーカリストを翻弄することが多く[91]、シエルを除くヴォーカリストをクズと呼び[92][93]、ヴォーカリストからはクソパンダと呼ばれている[94][95][96]。一人称は「ミー」で語尾は「ニャ」[97]。パンダの要素はイラストレーターのスオウの発案[4]。二人称には「ユー」を使う[98]。
- 広報
  - 事務所公式Twitterの運営を担う社長秘書で、クライマックスレコードの広報[99][97]。パンダ社長に心酔しており[100]、同様にヴォーカリストをクズと呼ぶ[101]。愛称は「マッチョ」[102]。
- スオウ
  - CRスーパーバイザー[103]。衣装デザインやスタイリングの他[104][105][106]、アーティスト写真の撮影を手掛ける[103]。
- R・O・N	
  - CR Executive Sound Producer[107]。

## 年表
ディア♥ヴォーカリスト（season1）
- 2015年8月8日、「Rejet27時間TV 夏祭り2015『ワッショイ!!!』」の番組内コーナー、「Rejet新作発表会 Summer Presentation 2015 "ONLY ONE"」にてリリースを発表。同日、プロジェクトが始動。
- 2016年2月13日より2日間、東京国際フォーラムにて開催された「Rejet Fes.2016-ONLY ONE-」初日のDAY公演に、レオード・シエル・モモチが出演。翌日のDAY公演にはレオード・ジュダ・モモチ・ユゥが出演した。
- 4月28日、「ディア♥ヴォーカリスト」が終結。

ディア♥ヴォーカリスト Riot（season2）
- 2016年8月5日、「ディア♥ヴォーカリスト Riot」が始動。
- 2017年1月21日より2日間、東京国際フォーラムにて開催された「Rejet Fes.2017-CHANGE-」両日の昼公演に、レオード・モモチ・ユゥが出演。2日目の夜公演にはレオード・モモチが出演した。
- 4月28日、「ディア♥ヴォーカリスト Riot」が終結。

ディア♥ヴォーカリスト Wired（season3）
- 2017年4月28日、「ディア♥ヴォーカリスト Wired」が始動。Brave Childのヨシュアがサバイバルに参戦。
- 6月1日、かねてより現地のスタッフからラブコールを受けていたDie Fledermausが渡米し、クライマックスレコードUSA支社所属となる。
- 7月24日、ジュダが「諸事情」による「期間未定の自宅謹慎処分」を受けた。外部の第三者機関を通じた調査の末、8月1日付で活動再開。
- 2018年1月6日より2日間、舞浜アンフィシアターにて開催された「Rejet Fes.2018-FOCUS-」初日のDay公演に、レオード・モモチ、Night公演にレオード・ジュダ・モモチが出演。2日目のNight公演にレオードが出演した。「ディア♥ヴォーカリスト Wired」が終結。

ディア♥ヴォーカリスト Xtreme（season4）
- 2018年1月6日、「ディア♥ヴォーカリスト Xtreme」が始動。
- 1月22日、レオードの急病に伴う当面の音楽活動の自粛、またそれに付随する各種活動の自粛を発表。その後、体調の順調な回復を受け、29日付で活動再開。
- 4月19日、「諸事情」によるユゥのツイッターアカウントの停止を発表。25日、一時的な活動制限の解除がなされ、27日付で正式復帰が発表された。また正式な復帰の条件のひとつには、『今後のアーティスト活動に必要な各所との関係改善』が挙げられていた。
- 5月23日、モモチに関する週刊誌報道を受け、クライマックスレコードは事実無根と否定。モモチ自身も報道には身に覚えがないとした上で、重ねて謝罪。
- 9月30日、マイナビBLITZ赤坂にて、初の単独ライブ、「CR69Fes.2018『Dead or Alive』」を昼夜2公演開催。当時上陸した台風24号の影響により、一部公演内容の変更に加え、夜公演の開演時刻を30分繰り上げての開催となった。当日のセットリストは各種音楽配信サイトにてプレイリストとして、2020年現在も公開されている。
- 10月5日、「ディア♥ヴォーカリスト Xtreme」が終結。
- 2019年1月5日より2日間、舞浜アンフィシアターにて開催された「Rejet Fes.2019-ORIGIN-」初日のDay公演にレオード・モモチ、Night公演にレオード・ジュダ・モモチが出演。2日目のNight公演にモモチが出演した。

ディア♥ヴォーカリスト Evolve（season5）
- 2019年5月10日、「ディア♥ヴォーカリスト Evolve」が始動。
- 10月18日、エーダッシュが急な体調不良を訴え、都内の医療機関に救急搬送された。21日に、22日より復帰することが発表され、『ファミレスのドリンクバーでファイトし過ぎた（？）事による、急性胃腸炎』という搬送理由も明かされた。
- 2020年2月22日より2日間、舞浜アンフィシアターにて開催された「Rejet Fes.2020 ACTION!」初日のDay・Night公演にレオード・エーダッシュ・モモチが出演。2日目のDay・Night公演にレオード・モモチ・ユゥが出演した。
- 2月28日、「ディア♥ヴォーカリスト Evolve」が終結。

サバイバル5周年記念プロジェクト（season6）
- 2020年9月4日、「ディア♥ヴォーカリスト サバイバル5周年記念プロジェクト」が始動。公式YouTubeチャンネル「CLIMAX TUBE」を開設。
- 2021年4月3日より2日間、立川ステージガーデンにて開催された「Rejet Fes.2021 TRY！」両日昼夜公演にレオード・モモチが出演。2日目の昼夜公演にはエーダッシュが出演した。
- 5月3日、Streaming+にて配信開催された「豊永利行ライブ 表裏一体」DAY2公演にモモチがゲスト出演。
- 10月3日、中野サンプラザホールにて2nd単独ライブ「CR69Fes.2021『Blast!!!』」が昼夜2公演開催。「ディア♥ヴォーカリスト サバイバル5周年記念プロジェクト」が終結。

ディア♥ヴォーカリスト Unlimited（season7）
- 2021年10月25日、「ディア♥ヴォーカリスト Unlimited」が始動。

## ディスコグラフィ

### ディア♥ヴォーカリスト
ヴォーカリストにとってラストソングとなる2曲のキャラクターソングとシチュエーションパートをそれぞれに収録したシングル盤。楽曲トラックは太字で記載。
| 全作詞: 岩崎大介。 |                    |                  |            |      |
| #                  | タイトル           | 作詞             | 作曲・編曲 | 時間 |
| 1.                 | 「ヒヤシンス」     | 岩崎大介 [ 163 ] |            | 3:50 |
| 2.                 | 「Dear innocence」 | 岩崎大介 [ 164 ] |            | 3:33 |
| 3.                 | 「カリスマの素顔」 | 岩崎大介 [ 165 ] |            |      |
| 4.                 | 「今すぐ食べたい」 | 岩崎大介 [ 166 ] |            |      |
| 5.                 | 「特別な夜に……」   | 岩崎大介 [ 167 ] |            |      |
| 合計時間:          | 合計時間:          | 7:23             |            |      |

| 全作詞: 岩崎大介。 |                  |          |            |      |
| #                  | タイトル         | 作詞     | 作曲・編曲 | 時間 |
| 1.                 | 「泡唄」         | 岩崎大介 |            | 3:35 |
| 2.                 | 「全能感」       | 岩崎大介 |            | 4:12 |
| 3.                 | 「素顔の彼」     | 岩崎大介 |            |      |
| 4.                 | 「特別なご褒美」 | 岩崎大介 |            |      |
| 5.                 | 「甘い蜜の味」   | 岩崎大介 |            |      |
| 合計時間:          | 合計時間:        | 7:47     |            |      |

| 全作詞: 岩崎大介。 |                         |          |            |      |
| #                  | タイトル                | 作詞     | 作曲・編曲 | 時間 |
| 1.                 | 「エスカレーション！」  | 岩崎大介 |            | 4:14 |
| 2.                 | 「Sweet Devil's Night」 | 岩崎大介 |            | 3:20 |
| 3.                 | 「大荒れの対バン後に」  | 岩崎大介 |            |      |
| 4.                 | 「Creative with you」   | 岩崎大介 |            |      |
| 5.                 | 「Difference」          | 岩崎大介 |            |      |
| 合計時間:          | 合計時間:               | 7:34     |            |      |

| 全作詞: 岩崎大介。 |                              |          |            |      |
| #                  | タイトル                     | 作詞     | 作曲・編曲 | 時間 |
| 1.                 | 「BLACK ANTHEM」             | 岩崎大介 |            | 4:15 |
| 2.                 | 「LUV（Your）STiNG」         | 岩崎大介 |            | 4:37 |
| 3.                 | 「バックステージでは、俺様」 | 岩崎大介 |            |      |
| 4.                 | 「シュヴェスター失格？」     | 岩崎大介 |            |      |
| 5.                 | 「コーヒー・ミッション」     | 岩崎大介 |            |      |
| 合計時間:          | 合計時間:                    | 8:52     |            |      |

| 全作詞: 岩崎大介。 |                             |          |            |      |
| #                  | タイトル                    | 作詞     | 作曲・編曲 | 時間 |
| 1.                 | 「かむかむみらくる」        | 岩崎大介 |            | 3:52 |
| 2.                 | 「RE:Morse」                | 岩崎大介 |            | 4:11 |
| 3.                 | 「Crazy&Splash!!!!」        | 岩崎大介 |            |      |
| 4.                 | 「Will you hold my heart?」 | 岩崎大介 |            |      |
| 5.                 | 「Meaning of my life.」     | 岩崎大介 |            |      |
| 合計時間:          | 合計時間:                   | 8:03     |            |      |

| 全作詞: 岩崎大介。 |                            |          |            |      |
| #                  | タイトル                   | 作詞     | 作曲・編曲 | 時間 |
| 1.                 | 「AWKWARD？」              | 岩崎大介 |            | 4:12 |
| 2.                 | 「I need you love」        | 岩崎大介 |            | 4:19 |
| 3.                 | 「はりねずみ」             | 岩崎大介 |            |      |
| 4.                 | 「ジブンのウタ」           | 岩崎大介 |            |      |
| 5.                 | 「I promise you forever.」 | 岩崎大介 |            |      |
| 合計時間:          | 合計時間:                  | 8:31     |            |      |

| 全作詞: 岩崎大介。 |                            |          |            |      |
| #                  | タイトル                   | 作詞     | 作曲・編曲 | 時間 |
| 1.                 | 「アンビシャスナイト」     | 岩崎大介 |            | 4:14 |
| 2.                 | 「Rain&Pain」              | 岩崎大介 |            | 4:03 |
| 3.                 | 「Be charged with you.」   | 岩崎大介 |            |      |
| 4.                 | 「オマエのために」         | 岩崎大介 |            |      |
| 5.                 | 「The Sweetest My Honey♡」 | 岩崎大介 |            |      |
| 合計時間:          | 合計時間:                  | 8:17     |            |      |

| 全作詞: 岩崎大介。 |                         |          |            |      |
| #                  | タイトル                | 作詞     | 作曲・編曲 | 時間 |
| 1.                 | 「New World」           | 岩崎大介 |            | 4:03 |
| 2.                 | 「I Can't Say GoodBye」 | 岩崎大介 |            | 4:27 |
| 3.                 | 「Get out!」            | 岩崎大介 |            |      |
| 4.                 | 「Our quiet life.」     | 岩崎大介 |            |      |
| 5.                 | 「All I need you.」     | 岩崎大介 |            |      |
| 合計時間:          | 合計時間:               | 8:30     |            |      |

| 全作詞: 岩崎大介。 |                         |          |            |      |
| #                  | タイトル                | 作詞     | 作曲・編曲 | 時間 |
| 1.                 | 「Crazy≒Nutrient」      | 岩崎大介 |            | 3:13 |
| 2.                 | 「まさかのMassacre」    | 岩崎大介 |            | 3:58 |
| 3.                 | 「あい・すくりーむ♡」   | 岩崎大介 |            |      |
| 4.                 | 「ERASE」               | 岩崎大介 |            |      |
| 5.                 | 「In the next chapter」 | 岩崎大介 |            |      |
| 合計時間:          | 合計時間:               | 7:11     |            |      |

| 全作詞: 岩崎大介。 |                   |          |            |      |
| #                  | タイトル          | 作詞     | 作曲・編曲 | 時間 |
| 1.                 | 「Mi★Amigo」      | 岩崎大介 |            | 4:08 |
| 2.                 | 「Mr.BlackBlack」 | 岩崎大介 |            | 3:24 |
| 3.                 | 「粉々」          | 岩崎大介 |            |      |
| 4.                 | 「Scar」          | 岩崎大介 |            |      |
| 5.                 | 「special♡charm」 | 岩崎大介 |            |      |
| 合計時間:          | 合計時間:         | 7:32     |            |      |

| 全作詞: 岩崎大介。 |                     |          |            |      |
| #                  | タイトル            | 作詞     | 作曲・編曲 | 時間 |
| 1.                 | 「Keep looking」    | 岩崎大介 |            | 3:57 |
| 2.                 | 「STAR LIGHT」      | 岩崎大介 |            | 3:51 |
| 3.                 | 「Leave me alone.」 | 岩崎大介 |            |      |
| 4.                 | 「オマエシダイ」    | 岩崎大介 |            |      |
| 5.                 | 「Re:Start」        | 岩崎大介 |            |      |
| 合計時間:          | 合計時間:           | 7:48     |            |      |

| 全作詞: 岩崎大介。 |                       |          |            |      |
| #                  | タイトル              | 作詞     | 作曲・編曲 | 時間 |
| 1.                 | 「Vibes」             | 岩崎大介 |            | 3:37 |
| 2.                 | 「Ache&Deny」         | 岩崎大介 |            | 4:10 |
| 3.                 | 「He is a vocalist.」 | 岩崎大介 |            |      |
| 4.                 | 「不可欠なモノ」      | 岩崎大介 |            |      |
| 5.                 | 「サプライズ」        | 岩崎大介 |            |      |
| 合計時間:          | 合計時間:             | 7:47     |            |      |

| 全作詞: 岩崎大介。 |                    |          |            |      |
| #                  | タイトル           | 作詞     | 作曲・編曲 | 時間 |
| 1.                 | 「iNiTiaTiVe」     | 岩崎大介 |            | 4:35 |
| 2.                 | 「EGOIST？」       | 岩崎大介 |            | 3:48 |
| 3.                 | 「More than xxx.」 | 岩崎大介 |            |      |
| 4.                 | 「LUMIERE」        | 岩崎大介 |            |      |
| 5.                 | 「Do our best!!!」 | 岩崎大介 |            |      |
| 合計時間:          | 合計時間:          | 8:23     |            |      |

| 全作詞: 岩崎大介。 |                          |          |            |      |
| #                  | タイトル                 | 作詞     | 作曲・編曲 | 時間 |
| 1.                 | 「アーティストナイト」   | 岩崎大介 |            | 4:34 |
| 2.                 | 「そばにいて」           | 岩崎大介 |            | 3:45 |
| 3.                 | 「Key to (My) Love」     | 岩崎大介 |            |      |
| 4.                 | 「Lies Lay Ahead」       | 岩崎大介 |            |      |
| 5.                 | 「To Overcome The Pain」 | 岩崎大介 |            |      |
| 合計時間:          | 合計時間:                | 8:19     |            |      |

| 全作詞: 岩崎大介。 |                   |          |            |      |
| #                  | タイトル          | 作詞     | 作曲・編曲 | 時間 |
| 1.                 | 「飛翔」          | 岩崎大介 |            | 4:26 |
| 2.                 | 「TSK!! TSK!!」   | 岩崎大介 |            | 3:42 |
| 3.                 | 「It's too hot!」 | 岩崎大介 |            |      |
| 4.                 | 「Unforgivable」  | 岩崎大介 |            |      |
| 5.                 | 「BEYOND」        | 岩崎大介 |            |      |
| 合計時間:          | 合計時間:         | 8:08     |            |      |

| 全作詞: 岩崎大介。 |                               |          |            |      |
| #                  | タイトル                      | 作詞     | 作曲・編曲 | 時間 |
| 1.                 | 「S≠O≒S」                     | 岩崎大介 |            | 4:01 |
| 2.                 | 「四葉CLOVER」                | 岩崎大介 |            | 4:13 |
| 3.                 | 「Let's customize!!!」        | 岩崎大介 |            |      |
| 4.                 | 「I can't live without you.」 | 岩崎大介 |            |      |
| 5.                 | 「みらくる☆STAR」             | 岩崎大介 |            |      |
| 合計時間:          | 合計時間:                     | 8:14     |            |      |

| 全作詞: 岩崎大介。 |                      |          |            |      |
| #                  | タイトル             | 作詞     | 作曲・編曲 | 時間 |
| 1.                 | 「キミだけのサイン」 | 岩崎大介 |            | 4:04 |
| 2.                 | 「LION」             | 岩崎大介 |            | 3:50 |
| 3.                 | 「UNDER THE MASK」   | 岩崎大介 |            |      |
| 4.                 | 「Lonely Singer」    | 岩崎大介 |            |      |
| 5.                 | 「夢幻泡影」         | 岩崎大介 |            |      |
| 合計時間:          | 合計時間:            | 7:54     |            |      |

| 全作詞: 岩崎大介。 |                         |          |            |      |
| #                  | タイトル                | 作詞     | 作曲・編曲 | 時間 |
| 1.                 | 「day after day」       | 岩崎大介 |            | 4:40 |
| 2.                 | 「Thank you!!」         | 岩崎大介 |            | 4:04 |
| 3.                 | 「rat in a trap」       | 岩崎大介 |            |      |
| 4.                 | 「カラマワリ」          | 岩崎大介 |            |      |
| 5.                 | 「M・E・A・N・I・N・G」 | 岩崎大介 |            |      |
| 合計時間:          | 合計時間:               | 8:44     |            |      |

| 全作詞: 岩崎大介。 |                        |          |            |      |
| #                  | タイトル               | 作詞     | 作曲・編曲 | 時間 |
| 1.                 | 「EXiT」               | 岩崎大介 |            | 4:12 |
| 2.                 | 「I am a Loser」       | 岩崎大介 |            | 4:16 |
| 3.                 | 「make a wish to you」 | 岩崎大介 |            |      |
| 4.                 | 「lead-off」           | 岩崎大介 |            |      |
| 5.                 | 「as ever」            | 岩崎大介 |            |      |
| 合計時間:          | 合計時間:              | 8:28     |            |      |

| 全作詞: 岩崎大介。 |                               |          |            |      |
| #                  | タイトル                      | 作詞     | 作曲・編曲 | 時間 |
| 1.                 | 「アメィジング」              | 岩崎大介 |            | 3:24 |
| 2.                 | 「Dear…」                     | 岩崎大介 |            | 4:22 |
| 3.                 | 「Exciting days」             | 岩崎大介 |            |      |
| 4.                 | 「liar」                      | 岩崎大介 |            |      |
| 5.                 | 「Say good-bye to the past.」 | 岩崎大介 |            |      |
| 合計時間:          | 合計時間:                     | 7:46     |            |      |

| 全作詞: 岩崎大介。 |                          |          |            |      |
| #                  | タイトル                 | 作詞     | 作曲・編曲 | 時間 |
| 1.                 | 「(Dis)Appeared」        | 岩崎大介 |            | 4:32 |
| 2.                 | 「ロンギング」           | 岩崎大介 |            | 4:49 |
| 3.                 | 「the first impression」 | 岩崎大介 |            |      |
| 4.                 | 「No message」           | 岩崎大介 |            |      |
| 5.                 | 「for you」              | 岩崎大介 |            |      |
| 合計時間:          | 合計時間:                | 9:21     |            |      |

| 全作詞: 岩崎大介。 |                        |          |            |      |
| #                  | タイトル               | 作詞     | 作曲・編曲 | 時間 |
| 1.                 | 「NAKED」              | 岩崎大介 |            | 3:56 |
| 2.                 | 「Miserable」          | 岩崎大介 |            | 4:29 |
| 3.                 | 「Don't touch!!」      | 岩崎大介 |            |      |
| 4.                 | 「It's now or never.」 | 岩崎大介 |            |      |
| 5.                 | 「アメのちハレ」       | 岩崎大介 |            |      |
| 合計時間:          | 合計時間:              | 8:25     |            |      |

| 全作詞: 岩崎大介。 |                       |          |            |      |
| #                  | タイトル              | 作詞     | 作曲・編曲 | 時間 |
| 1.                 | 「SCARLET GAME」      | 岩崎大介 |            | 3:45 |
| 2.                 | 「Last Coffee」       | 岩崎大介 |            | 3:21 |
| 3.                 | 「因縁生起」          | 岩崎大介 |            |      |
| 4.                 | 「contrary」          | 岩崎大介 |            |      |
| 5.                 | 「the glass slipper」 | 岩崎大介 |            |      |
| 合計時間:          | 合計時間:             | 7:06     |            |      |

| 全作詞: 岩崎大介。 |                            |          |            |      |
| #                  | タイトル                   | 作詞     | 作曲・編曲 | 時間 |
| 1.                 | 「だからおねがいだから。」 | 岩崎大介 |            | 4:07 |
| 2.                 | 「ぱぴぷぺぽでらりるれろ」 | 岩崎大介 |            | 3:35 |
| 3.                 | 「TRUST」                  | 岩崎大介 |            |      |
| 4.                 | 「Dead or Alive」          | 岩崎大介 |            |      |
| 5.                 | 「1+1=∞」                  | 岩崎大介 |            |      |
| 合計時間:          | 合計時間:                  | 7:42     |            |      |

| 全作詞: 岩崎大介。 |                                |          |            |      |
| #                  | タイトル                       | 作詞     | 作曲・編曲 | 時間 |
| 1.                 | 「CHAMPION」                   | 岩崎大介 |            | 4:03 |
| 2.                 | 「9/10」                       | 岩崎大介 |            | 3:32 |
| 3.                 | 「DILEMMA」                    | 岩崎大介 |            |      |
| 4.                 | 「Paths are made by walking.」 | 岩崎大介 |            |      |
| 5.                 | 「Return to the "No.1"」       | 岩崎大介 |            |      |
| 合計時間:          | 合計時間:                      | 7:35     |            |      |

| 全作詞: 岩崎大介。 |                        |          |            |      |
| #                  | タイトル               | 作詞     | 作曲・編曲 | 時間 |
| 1.                 | 「WRONG」              | 岩崎大介 |            | 4:27 |
| 2.                 | 「アイオーン」         | 岩崎大介 |            | 3:54 |
| 3.                 | 「Like the moonlight」 | 岩崎大介 |            |      |
| 4.                 | 「Someone to believe」 | 岩崎大介 |            |      |
| 5.                 | 「A step forward」     | 岩崎大介 |            |      |
| 合計時間:          | 合計時間:              | 8:21     |            |      |

| 全作詞: 岩崎大介。 |                                          |          |            |      |
| #                  | タイトル                                 | 作詞     | 作曲・編曲 | 時間 |
| 1.                 | 「最愛」                                 | 岩崎大介 |            | 4:09 |
| 2.                 | 「インビジブルマン」                     | 岩崎大介 |            | 4:23 |
| 3.                 | 「TOP SECRET」                           | 岩崎大介 |            |      |
| 4.                 | 「Can you tell me the meaning of XXX ?」 | 岩崎大介 |            |      |
| 5.                 | 「ストレート」                           | 岩崎大介 |            |      |
| 合計時間:          | 合計時間:                                | 8:32     |            |      |

| 全作詞: 岩崎大介。 |                                |          |            |      |
| #                  | タイトル                       | 作詞     | 作曲・編曲 | 時間 |
| 1.                 | 「not too late」               | 岩崎大介 |            | 4:30 |
| 2.                 | 「Imperfections」              | 岩崎大介 |            | 3:54 |
| 3.                 | 「変わるモノ、変わらないモノ」 | 岩崎大介 |            |      |
| 4.                 | 「chill out」                  | 岩崎大介 |            |      |
| 5.                 | 「the one and only」           | 岩崎大介 |            |      |
| 合計時間:          | 合計時間:                      | 8:24     |            |      |

| 全作詞: 岩崎大介。 |              |          |            |      |
| #                  | タイトル     | 作詞     | 作曲・編曲 | 時間 |
| 1.                 | 「紅蓮心中」 | 岩崎大介 |            | 3:55 |
| 2.                 | 「V」        | 岩崎大介 |            | 3:37 |
| 3.                 | 「Helix」    | 岩崎大介 |            |      |
| 4.                 | 「Isolated」 | 岩崎大介 |            |      |
| 5.                 | 「Padma」    | 岩崎大介 |            |      |
| 合計時間:          | 合計時間:    | 7:32     |            |      |

| 全作詞: 岩崎大介。 |                  |          |            |      |
| #                  | タイトル         | 作詞     | 作曲・編曲 | 時間 |
| 1.                 | 「宵闇に相乗り」 | 岩崎大介 |            | 3:29 |
| 2.                 | 「#HAPPY」       | 岩崎大介 |            | 3:55 |
| 3.                 | 「CONT/RAST」    | 岩崎大介 |            |      |
| 4.                 | 「NEVER」        | 岩崎大介 |            |      |
| 5.                 | 「P,P&F」        | 岩崎大介 |            |      |
| 合計時間:          | 合計時間:        | 7:24     |            |      |

| 全作詞: ミズノゲンキ。 |                         |                      |            |      |
| #                      | タイトル                | 作詞                 | 作曲・編曲 | 時間 |
| 1.                     | 「PP（Pole Position）」 | ミズノゲンキ [ 174 ] |            | 3:28 |
| 2.                     | 「片翼」                | ミズノゲンキ [ 175 ] |            | 3:30 |
| 3.                     | 「MINETTE」             | ミズノゲンキ [ 176 ] |            |      |
| 4.                     | 「Remember…」           | ミズノゲンキ [ 177 ] |            |      |
| 5.                     | 「ma chérie」           | ミズノゲンキ [ 178 ] |            |      |
| 合計時間:              | 合計時間:               | 6:58                 |            |      |

| #  | タイトル               | 作詞 | 作曲・編曲 |
| -- | ---------------------- | ---- | ---------- |
| 1. | 「Right behind」       |      |            |
| 2. | 「Stray cats」         |      |            |
| 3. | 「ignition」           |      |            |
| 4. | 「BIG WING」           |      |            |
| 5. | 「ALL CAST FREE TALK」 |      |            |

| 全作詞: ミズノゲンキ。 |                  |                      |            |      |
| #                      | タイトル         | 作詞                 | 作曲・編曲 | 時間 |
| 1.                     | 「TELOMERE」     | ミズノゲンキ [ 180 ] |            | 3:31 |
| 2.                     | 「トロイメライ」 | ミズノゲンキ [ 181 ] |            | 3:20 |
| 3.                     | 「Kinderszenen」 | ミズノゲンキ [ 182 ] |            |      |
| 4.                     | 「METRONOME」    | ミズノゲンキ [ 183 ] |            |      |
| 5.                     | 「One for two」  | ミズノゲンキ [ 184 ] |            |      |
| 合計時間:              | 合計時間:        | 6:51                 |            |      |

| #  | タイトル               | 作詞 | 作曲・編曲 |
| -- | ---------------------- | ---- | ---------- |
| 1. | 「REBORN」             |      |            |
| 2. | 「scars」              |      |            |
| 3. | 「realized」           |      |            |
| 4. | 「Brave Child」        |      |            |
| 5. | 「ALL CAST FREE TALK」 |      |            |

| 全作詞: ミズノゲンキ。 |                         |                      |            |      |
| #                      | タイトル                | 作詞                 | 作曲・編曲 | 時間 |
| 1.                     | 「狼煙」                | ミズノゲンキ [ 186 ] |            | 3:39 |
| 2.                     | 「meant to be」         | ミズノゲンキ [ 187 ] |            | 3:38 |
| 3.                     | 「NIGHT ROAD」          | ミズノゲンキ [ 188 ] |            |      |
| 4.                     | 「extinguish」          | ミズノゲンキ [ 189 ] |            |      |
| 5.                     | 「Music of everything」 | ミズノゲンキ [ 190 ] |            |      |
| 合計時間:              | 合計時間:               | 7:17                 |            |      |

| #  | タイトル               | 作詞 | 作曲・編曲 |
| -- | ---------------------- | ---- | ---------- |
| 1. | 「Parallel lines」     |      |            |
| 2. | 「similar」            |      |            |
| 3. | 「The signal fire」    |      |            |
| 4. | 「ENDLESS MATCH」      |      |            |
| 5. | 「ALL CAST FREE TALK」 |      |            |

| 全作詞: ミズノゲンキ。 |                          |                      |            |      |
| #                      | タイトル                 | 作詞                 | 作曲・編曲 | 時間 |
| 1.                     | 「INDEPENDENT」          | ミズノゲンキ [ 194 ] |            | 3:30 |
| 2.                     | 「far away」             | ミズノゲンキ [ 195 ] |            | 4:05 |
| 3.                     | 「Relationships of ×××」 | ミズノゲンキ [ 196 ] |            |      |
| 4.                     | 「Start with tuning」    | ミズノゲンキ [ 197 ] |            |      |
| 5.                     | 「ONE DAY」              | ミズノゲンキ [ 198 ] |            |      |
| 合計時間:              | 合計時間:                | 7:35                 |            |      |

| #  | タイトル               | 作詞 | 作曲・編曲 |
| -- | ---------------------- | ---- | ---------- |
| 1. | 「C'mon!」             |      |            |
| 2. | 「compatible」         |      |            |
| 3. | 「FOOTPRINTS」         |      |            |
| 4. | 「deparutures」        |      |            |
| 5. | 「ALL CAST FREE TALK」 |      |            |

| 全作詞: ミズノゲンキ。 |                 |                      |            |      |
| #                      | タイトル        | 作詞                 | 作曲・編曲 | 時間 |
| 1.                     | 「カレヰド」    | ミズノゲンキ [ 200 ] |            | 3:48 |
| 2.                     | 「夜香花」      | ミズノゲンキ [ 201 ] |            | 4:05 |
| 3.                     | 「一蓮托生」    | ミズノゲンキ [ 202 ] |            |      |
| 4.                     | 「Quiet Water」 | ミズノゲンキ [ 203 ] |            |      |
| 5.                     | 「胡蝶之夢」    | ミズノゲンキ [ 204 ] |            |      |
| 合計時間:              | 合計時間:       | 7:53                 |            |      |

| #  | タイトル                | 作詞 | 作曲・編曲 |
| -- | ----------------------- | ---- | ---------- |
| 1. | 「Shadow births light」 |      |            |
| 2. | 「PIECES」              |      |            |
| 3. | 「四神相応」            |      |            |
| 4. | 「ゆくすゑ」            |      |            |
| 5. | 「ALL CAST FREE TALK」  |      |            |

| 全作詞: ミズノゲンキ。 |                       |                              |            |      |
| #                      | タイトル              | 作詞                         | 作曲・編曲 | 時間 |
| 1.                     | 「そらからふるゆめ」  | ミズノゲンキ [ 207 ] [ 208 ] |            | 3:46 |
| 2.                     | 「THE MIRROR HOUSE」  | ミズノゲンキ [ 209 ] [ 210 ] |            | 3:55 |
| 3.                     | 「Flavor of #Happy」  | ミズノゲンキ [ 211 ] [ 212 ] |            |      |
| 4.                     | 「A≒A’≠A」            | ミズノゲンキ [ 213 ] [ 214 ] |            |      |
| 5.                     | 「NeverEnding Story」 | ミズノゲンキ [ 215 ] [ 216 ] |            |      |
| 合計時間:              | 合計時間:             | 7:41                         |            |      |

| #  | タイトル               | 作詞 | 作曲・編曲 |
| -- | ---------------------- | ---- | ---------- |
| 1. | 「SECRET SIGN：@♯※」   |      |            |
| 2. | 「On The Floor」       |      |            |
| 3. | 「6 & 9」              |      |            |
| 4. | 「Together with…」     |      |            |
| 5. | 「ALL CAST FREE TALK」 |      |            |

### ディア♥ヴォーカリスト Raving Beats!!!
「アナタと作る♥各バンドアルバムシリーズ」をコンセプトとしたベスト盤。完全新曲3曲に加え、オーディエンスの投票上位既存楽曲6曲、SECRET♥DRAMAトラックの計10トラックで構成される。新規楽曲は太字で記載。
| 全作詞: 岩崎大介。 |                             |          |            |      |
| #                  | タイトル                    | 作詞     | 作曲・編曲 | 時間 |
| 1.                 | 「Dilemma」                 | 岩崎大介 |            | 4:00 |
| 2.                 | 「Sunshine of My Shoulder」 | 岩崎大介 |            | 3:29 |
| 3.                 | 「兆し」                    | 岩崎大介 |            | 4:12 |
| 4.                 | 「アンビシャスナイト」      | 岩崎大介 |            | 4:15 |
| 5.                 | 「CHAMPION」                | 岩崎大介 |            | 3:58 |
| 6.                 | 「9/10」                    | 岩崎大介 |            | 3:28 |
| 7.                 | 「Rain&Pain」               | 岩崎大介 |            | 4:04 |
| 8.                 | 「ヒヤシンス」              | 岩崎大介 |            | 3:49 |
| 9.                 | 「iNiTiaTiVe」              | 岩崎大介 |            | 4:41 |
| 10.                | 「SEACRET♥DRAMA」           | 岩崎大介 |            |      |
| 合計時間:          | 合計時間:                   | 35:56    |            |      |

| 全作詞: 岩崎大介。 |                        |          |            |      |
| #                  | タイトル               | 作詞     | 作曲・編曲 | 時間 |
| 1.                 | 「FLOWERS」            | 岩崎大介 |            | 3:55 |
| 2.                 | 「優しいオイル」       | 岩崎大介 |            | 4:48 |
| 3.                 | 「浅い夜に耽る。」     | 岩崎大介 |            | 4:09 |
| 4.                 | 「あなたへと。」       | 岩崎大介 |            | 5:10 |
| 5.                 | 「最終電車」           | 岩崎大介 |            | 4:05 |
| 6.                 | 「アーティストナイト」 | 岩崎大介 |            | 4:34 |
| 7.                 | 「そばにいて」         | 岩崎大介 |            | 3:45 |
| 8.                 | 「Dear…」              | 岩崎大介 |            | 4:23 |
| 9.                 | 「アメィジング」       | 岩崎大介 |            | 3:29 |
| 10.                | 「SEACRET♥DRAMA」      | 岩崎大介 |            |      |
| 合計時間:          | 合計時間:              | 38:18    |            |      |

| 全作詞: 岩崎大介。 |                         |          |            |      |
| #                  | タイトル                | 作詞     | 作曲・編曲 | 時間 |
| 1.                 | 「ディスプレイ」        | 岩崎大介 |            | 3:59 |
| 2.                 | 「仮説」                | 岩崎大介 |            | 3:17 |
| 3.                 | 「MY BLEACH」           | 岩崎大介 |            | 4:05 |
| 4.                 | 「TSK!! TSK!!」         | 岩崎大介 |            | 3:42 |
| 5.                 | 「飛翔」                | 岩崎大介 |            | 4:27 |
| 6.                 | 「2 of a Kind」         | 岩崎大介 |            | 4:42 |
| 7.                 | 「エスカレーション！」  | 岩崎大介 |            | 4:15 |
| 8.                 | 「I Can't Say GoodBye」 | 岩崎大介 |            | 4:29 |
| 9.                 | 「最愛」                | 岩崎大介 |            | 4:12 |
| 10.                | 「SEACRET♥DRAMA」       | 岩崎大介 |            |      |
| 合計時間:          | 合計時間:               | 37:08    |            |      |

| 全作詞: 岩崎大介。 |                        |          |            |      |
| #                  | タイトル               | 作詞     | 作曲・編曲 | 時間 |
| 1.                 | 「MorningGlory」       | 岩崎大介 |            | 4:12 |
| 2.                 | 「ブルーグレー」       | 岩崎大介 |            | 4:49 |
| 3.                 | 「Back of the thrort」 | 岩崎大介 |            | 3:37 |
| 4.                 | 「NAKED」              | 岩崎大介 |            | 3:54 |
| 5.                 | 「not too late」       | 岩崎大介 |            | 4:29 |
| 6.                 | 「橙」                 | 岩崎大介 |            | 3:56 |
| 7.                 | 「AWKWARD?」           | 岩崎大介 |            | 4:13 |
| 8.                 | 「I need your love」   | 岩崎大介 |            | 4:21 |
| 9.                 | 「Relationship」       | 岩崎大介 |            | 3:49 |
| 10.                | 「SEACRET♥DRAMA」      | 岩崎大介 |            |      |
| 合計時間:          | 合計時間:              | 37:20    |            |      |

| 全作詞: 岩崎大介。 |                   |          |            |      |
| #                  | タイトル          | 作詞     | 作曲・編曲 | 時間 |
| 1.                 | 「魔言の愛」      | 岩崎大介 |            | 4:37 |
| 2.                 | 「讃歌」          | 岩崎大介 |            | 3:48 |
| 3.                 | 「噂の滅子さん」  | 岩崎大介 |            | 3:03 |
| 4.                 | 「Mr.BlackBlack」 | 岩崎大介 |            | 3:26 |
| 5.                 | 「SCARLET GAME」  | 岩崎大介 |            | 3:45 |
| 6.                 | 「Last Coffee」   | 岩崎大介 |            | 3:20 |
| 7.                 | 「騙り鳥」        | 岩崎大介 |            | 4:12 |
| 8.                 | 「紅蓮心中」      | 岩崎大介 |            | 3:53 |
| 9.                 | 「泡唄」          | 岩崎大介 |            | 3:40 |
| 10.                | 「SEACRET♥DRAMA」 | 岩崎大介 |            |      |
| 合計時間:          | 合計時間:         | 33:44    |            |      |

| 全作詞: 岩崎大介。 |                      |          |            |      |
| #                  | タイトル             | 作詞     | 作曲・編曲 | 時間 |
| 1.                 | 「未来へ」           | 岩崎大介 |            | 4:03 |
| 2.                 | 「ピンチ102号」      | 岩崎大介 |            | 3:47 |
| 3.                 | 「Calling Cat」      | 岩崎大介 |            | 3:38 |
| 4.                 | 「KKK→E」            | 岩崎大介 |            | 4:24 |
| 5.                 | 「宵闇に相乗り」     | 岩崎大介 |            | 3:28 |
| 6.                 | 「Crazy≒Nutrient」   | 岩崎大介 |            | 3:10 |
| 7.                 | 「かむかむみらくる」 | 岩崎大介 |            | 3:53 |
| 8.                 | 「四葉CLOVER」       | 岩崎大介 |            | 4:13 |
| 9.                 | 「#HAPPY」           | 岩崎大介 |            | 3:57 |
| 10.                | 「SEACRET♥DRAMA」    | 岩崎大介 |            |      |
| 合計時間:          | 合計時間:            | 34:33    |            |      |

### ディア♥ヴォーカリスト THE BEST Rock Out!!!
各バンドの楽曲を一挙に収録したコンピレーション・ベスト盤。新規追加曲は太字で記載。
| 全作詞: 岩崎大介。 |                        |           |            |                |      |
| #                  | タイトル               | 作詞      | 作曲・編曲 | アーティスト   | 時間 |
| 1.                 | 「√PARANOIA」          | 岩崎大介  |            | LUMIERE        | 3:48 |
| 2.                 | 「Heaven's Door」      | 岩崎大介  |            | Die Fledermaus | 3:53 |
| 3.                 | 「Relationship」       | 岩崎大介  |            | JET RAT FURY   | 3:44 |
| 4.                 | 「ヒヤシンス」         | 岩崎大介  |            | LUMIERE        | 3:47 |
| 5.                 | 「BLACK ANTHEM」       | 岩崎大介  |            | Die Fledermaus | 4:15 |
| 6.                 | 「かむかむみらくる」   | 岩崎大介  |            | NSFW           | 3:52 |
| 7.                 | 「エスカレーション！」 | 岩崎大介  |            | 篝火           | 4:14 |
| 8.                 | 「泡唄」               | 岩崎大介  |            | Veronica       | 3:33 |
| 9.                 | 「AWKWARD？」          | 岩崎大介  |            | JET RAT FURY   | 4:12 |
| 合計時間:          | 合計時間:              | 合計時間: | 35:18      |                |      |

| 全作詞: 岩崎大介。 |                        |           |            |                |      |
| #                  | タイトル               | 作詞      | 作曲・編曲 | アーティスト   | 時間 |
| 1.                 | 「Judge!!!!」          | 岩崎大介  |            | 篝火           | 3:32 |
| 2.                 | 「KKK→E」              | 岩崎大介  |            | NSFW           | 4:22 |
| 3.                 | 「破れ櫻」             | 岩崎大介  |            | Veronica       | 4:58 |
| 4.                 | 「ヒヤシンス」         | 岩崎大介  |            | LUMIERE        | 3:47 |
| 5.                 | 「BLACK ANTHEM」       | 岩崎大介  |            | Die Fledermaus | 4:15 |
| 6.                 | 「かむかむみらくる」   | 岩崎大介  |            | NSFW           | 3:52 |
| 7.                 | 「エスカレーション！」 | 岩崎大介  |            | 篝火           | 4:14 |
| 8.                 | 「泡唄」               | 岩崎大介  |            | Veronica       | 3:33 |
| 9.                 | 「AWKWARD？」          | 岩崎大介  |            | JET RAT FURY   | 4:12 |
| 合計時間:          | 合計時間:              | 合計時間: | 36:45      |                |      |

| 全作詞: 岩崎大介。 |                        |           |            |              |      |
| #                  | タイトル               | 作詞      | 作曲・編曲 | アーティスト | 時間 |
| 1.                 | 「Beyond the Limit」   | 岩崎大介  |            | LUMIERE      | 4:11 |
| 2.                 | 「騙り鳥」             | 岩崎大介  |            | Veronica     | 4:11 |
| 3.                 | 「あなたへと。」       | 岩崎大介  |            | Brave Child  | 5:10 |
| 4.                 | 「アンビシャスナイト」 | 岩崎大介  |            | LUMIERE      | 4:15 |
| 5.                 | 「Crazy≒Nutrient」     | 岩崎大介  |            | NSFW         | 3:12 |
| 6.                 | 「New World」          | 岩崎大介  |            | 篝火         | 4:03 |
| 7.                 | 「Mi★Amigo」           | 岩崎大介  |            | Veronica     | 4:08 |
| 8.                 | 「Keep looking」       | 岩崎大介  |            | JET RAT FURY | 3:58 |
| 9.                 | 「Silver Rain Saga」   | 岩崎大介  |            | Brave Child  | 4:15 |
| 合計時間:          | 合計時間:              | 合計時間: | 37:23      |              |      |

| 全作詞: 岩崎大介。 |                        |           |            |              |      |
| #                  | タイトル               | 作詞      | 作曲・編曲 | アーティスト | 時間 |
| 1.                 | 「人間やめたってよ。」 | 岩崎大介  |            | NSFW         | 3:45 |
| 2.                 | 「2 of a Kind」        | 岩崎大介  |            | 篝火         | 4:41 |
| 3.                 | 「橙」                 | 岩崎大介  |            | JET RAT FURY | 3:52 |
| 4.                 | 「アンビシャスナイト」 | 岩崎大介  |            | LUMIERE      | 4:15 |
| 5.                 | 「Crazy≒Nutrient」     | 岩崎大介  |            | NSFW         | 3:12 |
| 6.                 | 「New World」          | 岩崎大介  |            | 篝火         | 4:03 |
| 7.                 | 「Mi★Amigo」           | 岩崎大介  |            | Veronica     | 4:08 |
| 8.                 | 「Keep looking」       | 岩崎大介  |            | JET RAT FURY | 3:58 |
| 9.                 | 「最終電車」           | 岩崎大介  |            | Brave Child  | 4:03 |
| 合計時間:          | 合計時間:              | 合計時間: | 35:57      |              |      |

### Blast it!
「ディア♥ヴォーカリスト2nd単独イベントCR69Fes.2021『Blast!!!』」の開催を記念した6バンド合同楽曲。作詞・作曲・編曲をR・O・Nが手がける。
- 「Blast it! -Short Ver.-」 - 配信限定。2021年10月4日からiTunes Storeほかより販売[233]。
- 「Blast it! -Full ver.-」 - 2022年初夏に発売を予定する「ディア♥ヴォーカリスト2nd単独イベントCR69Fes.2021『Blast!!!』」に封入[234]。

## ドラマCD

### Survival Wars
6人のヴォーカリスト全員が集う強化合宿の様子を収録したドラマCD。「カレはヴォーカリスト♥CD 『ディア♥ヴォーカリスト』」の全巻購入タワーレコード特典『クライマックスレコード主催・クレイジーヴォーカリスト強化合宿!!』に続くシリーズ。
それぞれ、第2回に無人島、第3回に雪山、第5回にアラスカ、第6回にモロッコ、第7回は東京都内のコンクリート・ジャングル、第8回にアマゾンのリアル・ジャングルへ行った様子が収録されている。第4回のグアム合宿の様子は、「ディア♥ヴォーカリスト Wired」全巻購入ステラワース特典に、書き下ろしSS収録小冊子として封入。
| 発売日         | 商品名                                             | 収録             | 規格品番 | 最高位 |
| -------------- | -------------------------------------------------- | ---------------- | -------- | ------ |
| 2016年11月16日 | 「ディア♥ヴォーカリスト Drama CD Survival Wars」#1 | 無人島           | REC-572  | 78位   |
| 2017年01月18日 | 「ディア♥ヴォーカリスト Drama CD Survival Wars」#2 | 雪山             | REC-573  | 69位   |
| 2018年05月16日 | 「ディア♥ヴォーカリスト Drama CD Survival Wars」#3 | アラスカ         | REC-789  | 28位   |
| 2018年07月18日 | 「ディア♥ヴォーカリスト Drama CD Survival Wars」#4 | モロッコ         | REC-790  | 39位   |
| 2019年09月18日 | 「ディア♥ヴォーカリスト Drama CD Survival Wars」#5 | 東京都内         | REC-881  | 33位   |
| 2019年12月18日 | 「ディア♥ヴォーカリスト Drama CD Survival Wars」#6 | アマゾン熱帯雨林 | REC-882  | 63位   |

### 特典CD
- プライベート・ヴォーカリスト シリーズ
  - プライベート・ヴォーカリスト@O・U・CHI!! - 「ディア♥ヴォーカリスト」アニメイト各巻購入特典
  - プライベート・ヴォーカリスト@SHI・BU・YA!! - 「ディア♥ヴォーカリスト」タワーレコード各巻購入特典
  - プライベート・ヴォーカリスト@A・CHI・KO・CHI!! - 「ディア♥ヴォーカリスト Riot」アニメイト各巻購入特典
  - プライベート・ヴォーカリスト@SHI・BU・YA＼the sweetest!／ - 「ディア♥ヴォーカリスト Riot」タワーレコード各巻購入特典
  - プライベート・ヴォーカリスト@A・CHI・KO・CHI!! ＼No limit!!／ - 「ディア♥ヴォーカリスト Wired」アニメイト各巻購入特典
  - プライベート・ヴォーカリスト@O・SHI・GO・TO＼Back Stage!!／ - 「ディア♥ヴォーカリスト Wired」タワーレコード各巻購入特典
  - プライベート・ヴォーカリスト DA・I・SU・KI♡ - 「ディア♥ヴォーカリスト Xtreme」アニメイト各巻購入特典
  - プライベート・ヴォーカリスト NI・GA・TE ♥ - 「ディア♥ヴォーカリスト Xtreme」タワーレコード/セブンネット各巻購入特典
  - プライベート・ヴォーカリスト＼O・HI・RU♡／ - 「ディア♥ヴォーカリスト Evolve」アニメイト各巻購入特典
  - プライベート・ヴォーカリスト＼YO・NA・KA♥／ - 「ディア♥ヴォーカリスト Evolve」タワーレコード/セブンネット各巻購入特典
  - プライベート・ヴォーカリスト@LIVEアフター - 「ディア♥ヴォーカリスト Raving Beats!!!」超♥豪華版限定特典
  - プライベート・ヴォーカリスト@ステイホーム！～一年で一番大事な日♥～ - 「ディア♥ヴォーカリスト Raving Beats!!!」セブンネットショッピング/タワーレコード各巻購入特典
  - プライベート♥ヴォーカリスト＠SHI・BU・YA!!＼Unlimited♥／ - 「ディア♥ヴォーカリスト Unlimited!!!」アニメイト各巻購入特典
  - プライベート♥ヴォーカリスト@O・U・CHI!!!＼Unlimited♥／ - 「ディア♥ヴォーカリスト Unlimited!!!」タワーレコード/セブンネットショッピング各巻購入特典

- ダブルセッションエクスタシー シリーズ
  - ダブルセッションエクスタシー レオードVSモモチ編 - 「ディア♥ヴォーカリスト」アニメイト1・2巻連動購入特典
  - ダブルセッションエクスタシー ジュダVSシエル編 - 「ディア♥ヴォーカリスト」アニメイト3・4巻連動購入特典
  - ダブルセッションエクスタシー A'VSユゥ編 - 「ディア♥ヴォーカリスト」アニメイト5・6巻連動購入特典

- クライマックスレコード主催・クレイジーヴォーカリスト強化合宿!! - 「ディア♥ヴォーカリスト」タワーレコード全巻購入特典
- CR蔵出し盗聴記録 ―運命の8月8日22時― - 「ディア♥ヴォーカリスト Raving Beats!!!」アニメイト各巻購入特典

## 関連物品

### 書籍
月刊CLIMAX
- 月刊CLIMAX-Evolve-【CR特別編集版】
- 月刊CLIMAX-特別増刊号-

CR♥MANIA
2020年10月30日に発売された「サバイバル5周年記念スペシャルBOOK」。過去5年間で撮影された全てのアーティスト写真や、ヴォーカリストへのインタビュー等が収録の他、ドラマCD 「CR蔵出し盗聴記録 ―8月8日の奇跡―」が封入。全80ページ。ヴォーカリストが当ムック本を紹介する販促動画が、公式YouTubeチャンネルにて複数公開されている。

### モバイル
LINEスタンプ
- ディア❤︎ヴォーカリスト 第1弾（2018年10月4日配信）

### その他
ロールオンオードトワレ
- カレは調香師❤︎ロールオンオードトワレ DEAR❤︎VOCALIST & DEAR❤︎AUDIENCE

## 主題歌
Beyond_the_pain
作詞・作曲・編曲 - 古川貴浩 / 歌 - 千歳サラ

2016年11月23日より発売された「Rejet Sound Collection vol.3 『MY LINK』」に収録。

## ソーシャルメディア

### Twitter
サバイバル期間中のクライマックスレコード所属アーティストは原則として、毎日一件以上のツイートの投稿義務付けおよび、22時以降・土日祝日の投稿の禁止がなされている。
非公式リツイートを介したオーディエンスのリプライへの返信をはじめ、「TLコメンタリー」や、「演じて♥ヴォーカリスト」など、様々な企画が開催される。

### YouTube
2020年9月4日、サバイバル5周年を記念して、公式YouTubeチャンネル『CLIMAX TUBE』が開設。ヴォーカリストの自己紹介動画や販促動画、SPOT集などの動画が複数公開されている。同年11月23日には同チャンネルにて、レオード 、エーダッシュ、ヨシュアが出演の生放送が実施された。

## コラボレーション

### 飲食店とのコラボレーション
Rejet × アニメプラザ秋葉原店
2018年4月13日から5月21日にかけて、アニメプラザ秋葉原店にてコラボカフェが開催。本作からは各バンドがプロデュースした各種コラボメニューが提供されたほか、オリジナルグッズを販売。コラボメニューの注文に応じてオリジナルのコースターや、ランチョンマットがランダム配布された。
「Rejet10周年」× 明神カフェ
2018年7月18日から8月6日にかけて、Rejet10周年を記念したコラボカフェが開催。本作からはコラボドリンク「Rock Out!!!」と、コラボフード「Survival Wars ーパンダジェット機内食プレートー」の2つのCR監修コラボメニューを提供。コラボメニューの注文数に応じて、キービジュアルのオリジナルコースターや缶バッジがランダム配布された。
ディア♥ヴォーカリスト Evolve × アニメプラザ池袋店
2019年8月1日から9月8日にかけて、アニメプラザ池袋店にてコラボカフェが開催。各バンドが新たにプロデュースした各種メニューやCR監修メニューのほか、8月19日から26日の期間限定で、Brave Childニューシングル「WRONG」発売記念のスペシャルメニュー「Like the moonlight」を提供。また、一定金額を購入毎にヴォーカリスト直筆サイン色紙応募券が貰えるオリジナルグッズや、クレーンゲーム限定プライズアイテムが登場し、コラボメニューの注文に応じてオリジナルコースターを配布した。

### テーマパークとのコラボレーション
アイランドフェスタ（アイフェス） in 横浜・八景島シーパラダイス
2018年9月1日から2日間開催。「平成最後の夏っぽい🏖ハート型缶バッジ」が貰える謎解きラリーが実施されたほか、コラボグッズ「平成最後の夏感満載🏖アクリルチャーム」や、オリジナルノベルティカードが貰えるコラボメニュー「オレたちの＼サバイバル♥クレープ／」が販売された。

### カラオケ店とのコラボレーション
ディア♥ヴォーカリスト Xtreme × カラオケの鉄人
2018年9月19日から11月11日にかけて一部の店舗にて実施。獲得点数に応じてノベルティが貰える課題曲チャレンジのほか、ランダム全12種のオリジナルコースターが貰えるコラボメニューが販売された。}
ディア♥ヴォーカリスト Evolve × カラオケの鉄人
2019年5月23日から7月15日にかけて一部店舗にて復刻実施。新たなランダムコースターに加えて、5月23日から31日の期間中には「パンダ社長オリジナルコースター」が配布された。
ディア♥ヴォーカリスト Evolve × カラオケの鉄人 Vol.2
2020年1月9日から2月29日にかけて一部店舗にて実施。課題楽曲やコラボメニュー、ランダムノベルティを新たに開催された。

### 衣料品店とのコラボレーション
ディア♥ヴォーカリスト Unlimited × GEKIROCK CLOTHING
2021年11月5日に発表された、激ロックが運営するロックファッション特化型ショップとのコラボレーション。各ヴォーカリストがプロデュースする、ショップ取扱ブランドとのコラボレーション製品が、翌6日より受注生産で販売される。